# Autopista Trakiya
La autopista Trakia , también conocida como autopista de Tracia y designada A1, es una autopista de Bulgaria. Conecta la capital, Sofía, con las ciudades de Plovdiv y Burgas, en la costa del mar Negro. La autopista recibe su nombre de la región histórica de Tracia, cuya parte norte (búlgara) atraviesa de oeste a este. Tiene una longitud total de 360 km y el tramo final se inauguró el 15 de julio de 2013, tras 40 años de construcción.
La autopista Trakia conecta con la circunvalación de Sofía en su extremo este, lo que permite un rápido acceso a la autopista Hemus (A2) y a la autopista Struma (A3) a través de la autopista de circunvalación norte de Sofía (que forma parte de la autopista europea A6).
En su extremo este, cerca de Burgas, la autopista Trakia se unirá a la autopista Cherno More (A5), actualmente en proyecto, que proporcionará un acceso rápido desde el sur hasta la ciudad de Varna y los centros turísticos costeros del mar Negro.
La autopista Maritsa (A4) se bifurca en el cruce de Orizovo, en el kilómetro 169, para conectar la autopista Trakia con Turquía a través del paso fronterizo de Kapitan Andreevo. El cruce está situado entre Plovdiv y Chirpan, aproximadamente a 5 km al norte de Parvomay.

## Salidas
| Salida | km   | Destinos                            | Notas       |
| ------ | ---- | ----------------------------------- | ----------- |
|        | 0    | Ronda de Sofía, Tsarigradsko shose  | En servicio |
|        | 5    | Lozen, Ravno pole                   | En servicio |
|        | 5.5  | Novi Han                            | En servicio |
|        | 24.4 | Vakarel                             | En servicio |
|        | 35.2 | Ihtiman-north                       | En servicio |
|        | 47.2 | Ihtiman-south, Kostenets            | En servicio |
|        | 61.7 | Vetren                              | En servicio |
|        | 70   | Tserovo, Velingrad                  | En servicio |
|        | 80.8 | Kalugerovo, Dinkata                 | En servicio |
|        | 91   | Pazardzhik, Panagyurishte           | En servicio |
|        | 113  | Tsalapitsa, Saedinenie              | En servicio |
|        | 120  | Plovdiv-oeste, Pamporovo            | En servicio |
|        | 122  | Plovdiv-oeste, Pamporovo            | En servicio |
|        | 127  | Plovdiv-norte                       | En servicio |
|        | 134  | Plovdiv-este                        | En servicio |
|        | 151  | Belozem                             | En servicio |
|        | 166  | Parvomay (from west only)           | En servicio |
|        | 169  | (Haskovo/Dimitrovgrad; Estambul ; ) | En servicio |
|        | 175  | Chirpan                             | En servicio |
|        | 185  | Chirpan                             | En servicio |
|        | 209  | Stara Zagora E85                    | En servicio |
|        | 240  | Nova Zagora                         | En servicio |
|        | 276  | Yambol-oeste                        | En servicio |
|        | 283  | Rest area, Kabile                   | En servicio |
|        | 290  | Yambol-este                         | En servicio |
|        | 326  | Karnobat                            | En servicio |
|        | 352  | Balgarovo, Refinería de Neftochim   | En servicio |
|        | 360  | Burgas, Vetren E87                  | En servicio |